# Tithaeus minor
Tithaeus minor is een hooiwagen uit de familie Tithaeidae. De originele naamcombinatie (protoniem) is Tithaeus minor Roewer, 1949. De huidige (vanaf 2023) geldig wetenschappelijke naam van Tithaeus minor Gaat terug op Carl Frederick Roewer.